# Jean Chevalier (évêque de Séez)
Pour les articles homonymes, voir Jean Chevalier et Chevalier.
Jean Chevalier, mort le  6 août 1438, est un évêque de Séez du XVe siècle.

## Biographie
Jean Chevalier est nommé à l'évêché de Séez en 1434. Jean prête serment au roi de France le 28 août  1434. Son diocèse est à cette époque tout entier au pouvoir des anglais qui, l'année précédente, avaient pillé sa ville épiscopale. 
Il assiste en 1438, au concile provincial réuni à Rouen par l'archevêque Louis de Luxembourg pour délibérer sur la translation du concile de Bâle à Ferrare.